# José Flávio Pessoa de Barros
José Flávio Pessoa de Barros  (Rio de Janeiro, 25 de janeiro de 1943 – Rio de Janeiro, 30 de maio de 2011) foi um professor, escritor e babalorixá brasileiro. Autor de diversos livros sobre a religiosidade de matriz africana, Pessoa de Barros, faleceu, aos 66 anos de idade, no dia 30/05/2011 no Rio de Janeiro. Especialidades: Antropologia das Religiões, Religiões Afro-Brasileiras, Etnobotânica.
- 1969 - graduação em Direito, Universidade Cândido Mendes
- 1971 - graduação em Ciências Físicas e Biológicas, Universidade Gama Filho
- 1974 - especialização em Antropologia Biológica e Arqueologia, Universidade Federal do Rio de Janeiro
- 1983 - doutorado em Antropologia, Universidade de São Paulo
- 1986 - pós-doutorado, Universidade de Paris.

É autor da tese Ewe' o 'osanyin': sistema de classificação de vegetais nas casas de Santo Jeje-Nagô' de Salvador, Bahia, abordando a classificação das espécies vegetais e as cantigas a eles diretamente relacionados, que foram reproduzidos, gravados e transcritos na linguagem própria do culto, o iorubá.

## Obra
- A Galinha d’Angola: Iniciação e Identidade na Cultura Afro-Brasileira. Arno Vogel, Marco Antonio da Silva Mello, Rio de Janeiro: Pallas, 1993.
- O Segredo das Folhas: Sistema de Classificação de Vegetais no Candomblé Jêje-Nagô do Brasil. Rio de Janeiro: Pallas: UERJ, 1993, 1997, ISBN 85-347-0024-9
- Ewe Orisa: Uso Litúrgico e Terapeutico de Vegetais. Bertrand Brasil, 2000, ISBN 8528607445
- Na Minha Casa: Preces aos Orixás e Ancestrais, Pallas, 2003, ISBN 8534703523
- A Fogueira de Xangô, o Orixá de Fogo, Pallas, 2005, ISBN 8534703507
- Banquete do Rei-Olubajé, Pallas, 2005, ISBN 8534703493